# Girlfriend (canção de Avril Lavigne)
"Girlfriend" é um single da cantora e compositora canadense Avril Lavigne, contida em seu terceiro álbum de estúdio The Best Damn Thing. A canção foi lançada como segundo single do álbum, em abril de 2007, e sendo, em geral, bem recebida pela crítica, chegando à primeira posição no Japão, na Argentina e em outros países. Até o momento, esta fora a única música de Avril a alcançar o primeiro lugar na Billboard Hot 100 dos Estados Unidos. "Girlfriend" foi composta em parceria com Lukasz Gottwald. A revista Billboard fez uma lista dos 100 mais populares hits da década de 2000, na qual a canção "Girlfriend" ficou na 94° posição na categoria Hot 100, 40º no Digital Songs e 38º no Ringtones.
"Girlfriend" ganhou um prêmio no Kids Choice Awards na categoria de "Melhor música". No MTV América Latina 2007 e no MTV Europe Music Awards, a canção venceu na mesma categoria de "Canção do Ano" e com Jeff Rützen como ganhador do Twitter Leaks Fã. E no Juno Awards, foi indicada nas categorias de:"Escolha dos Fãs" e "Single do Ano".
Em 2007, "Girlfriend" liderou os downloads pagos no mundo, com mais de 7,3 milhões de carregamentos, segundo a primeira lista anual feita pela Federação Internacional da Indústria Fonográfica (IFPI). Em decorrência disso, o trabalho recebeu várias premiações em vendas, como na Austrália segundo a ARIA o single de Lavigne recebeu uma certificação de Disco de Platina Quádruplo, com mais de 280 mil cópias vendidas no país.
Nos Estados Unidos recebeu Disco de Platina Duplo, pelos dois milhões em vendagem, e Disco de Platina no Brasil, devido os 100 mil downloads, segundo a Associação Brasileira de Produtores de Disco (ABPD). No Japão o CD single vendeu mais de um milhão de cópias, com uma premiação de Disco de Diamante pelo RIAJ. Na Áustria o single foi premiado com Ouro, com mais de 15 mil exemplares vendidos no país, segundo o IFPI Austria. E Disco de Ouro na Bélgica pelo Ultratop, com mais de 10 mil exemplares vendidos.

## Composição e arranjos
"Girlfriend" foi composta em parceria com Lukasz Gottwald. Com direção e arranjos de Dr. Luke e The Malloys, o qual este de quem participou de seu primeiro videoclipe o "Complicated". Mesmo diretor do filme Golf n Stuff Norwalk. Foi feita uma versão limpa, em que o verso "And hell, yeah I'm a motherfucking princess" é trocado por "And hell, yeah I'm only and one princess", lançada em 2009. "Girlfriend" lembra bastante a canção de Cheerleaders, "Mickey", mais uma música de Toni Basil em 1982. Na letra do single, Lavigne provoca sua "rival" com vários adjetivos desagradáveis. A canção possui amostras de pop punk, power pop e pop, e foi composta em uma clave de ré maior com o tempo moderado de 152 batidas por minuto. Os vocais de Lavigne variam entre A3 e D5.
A canção tem versões em formato CD Single em alemão, italiano, inglês, português, espanhol, japonês, francês e mandarim. Também fariam uma versão em hindi, porém se tornou difícil para Avril pronunciar. E também foi lançado um CD Single para cada idioma citado antes. Avril diz em uma entrevista para a MTV dos Estados Unidos que ela cantou a música "Girlfriend" embriagada, e que a canção demorou dois minutos para ser feita e o refrão durou uma "eternidade" para ser escrito.

## Opinião da crítica
Segundo o jornal The New York Times o single "Girlfriend", é a melhor canção de Lavigne, usando ecos e ataques ao som. E o próximo passo da canadense na carreira aparentemente vai ser nos moldes da cantora canadense Shania Twain. O portal BBC online classificou sua composição como "energética", e com som muito menos grave do que suas canções anteriores, e disse que Avril é uma artista muito versátil. e que a letra da música diz como "roubar" o namorado de outra. No site de entretenimento do Reino Unido o Digital SPY, foi dito que a música soa muito como as músicas do Mickey, e com essa canção Lavigne voltou ao gênero Pop-Rock conduzindo por riffs de guitarra.
O crítico do site About.com Bill Lamb disse que "Girlfriend" é cheio de energia de atitude punk, com muita diversão. A canção é de se comparar com seu outro hit "Complicated" só que com emoções mais complexas, apresentadas de uma forma madura. Agora, ela parece ter voltado à infância. E encerra dizendo que talvez seja o fato de que Avril Lavigne não está mais trabalhando com o grupo The Matrix, sua equipe de produção musical do passado, e está ligada com o Lukasz Gottwald o "Dr. Luke" produzindo em massa músicas do gênero pop. No site Entertainment Weekly dos críticos Leah Greenblatt e Simon Vozick Levinson, a música foi avaliada como "divertida, muito malcriada" e uma "repetição" das canções de 1982 do Mickey e de 2005 do Hollaback Gir.
A revista Rolling Stone dos Estados Unidos publicou que "Girlfriend" é uma grande canção de Lavigne e que o álbum "The Best Damn Thing" só tem músicas lentas exceto o "Girlfriend" e "Contagios" respectivamente. E a própria Avril Lavigne critica essa música como "dançante, engraçada, jovem, agressiva, sem educação, confiante e arrogante. O portal brasileiro G1 disse que o single tem uma forte característica em comum com os outros, sabe ofender, e na letra Lavigne espeta sua "rival" com um monte de adjetivos desagradáveis.

## Disputa de direitos autorais
Avril Lavigne foi acusada de plágio, envolvendo a canção "Girlfriend".
Os compositores norte-americanos da música "I wanna be your boyfriend", de 1979, do grupo The Rubinoos, entraram com processo contra Avril, acusando-a de ter copiado o refrão dessa música em "Girlfriend" Nesse single, Avril canta no refrão "Hey hey, you you, I could be your girlfriend", o que seria muito parecido com Hey hey, you you, I wanna be your boyfriend, da música cantada pelos The Rubinoos. Terry McBride, empresário de Avril, saiu em defesa da cantora, afirmando que ela nunca ouvira a música do grupo, e que a música do grupo era um hit menor, lançado antes dela ter nascido. Sobre a similaridade apontada, afirmou ainda que o termo hey you é usado em muitas letras, e que o grupo The Rubinoos podia ser acusado de ter plagiado o verso Hey! You! Get off of my cloud dos Rolling Stones. Ao final, houve acordo, pois os autores do processo reconheceram que as similaridades entre as músicas são devidas a expressões comuns a muitas letras de músicas.

## Videoclipe e divulgação

Lavigne como suas três alter-egos no vídeo de "Girlfriend".

O videoclipe para a canção foi dirigido por The Malloys, e foi gravado no Gold N' Stuff, em Norwalk, Califórnia. No videoclipe, uma das garotas interpretadas por Lavigne leva jeito de "Betty", a conhecida personagem da novela colombiana "Betty, a Feia" que já ganhou diversas versões mundo afora, inclusive no Brasil. De cabelos ruivos, óculos e jeito atrapalhado, a personagem de Avril "disputa" um rapaz com outras duas meninas, uma morena e outra loira que é a própria Avril. Suas roupas usadas no vídeo da música eram um: mini-shorts na cor azul xadrez, camiseta justa branca, meia arrastão em baixo de meias brancas até a canela e calçados de saltos-altos da cor preta. E em seu cabelo havia uma mecha rosa, com topete para trás. O custo total para fazer o videoclipe foi superior a US$ 1 milhão.
O videoclipe foi o segundo mais visualizado em toda a história do site Youtube com mais de 120 milhões de visualizações de 2007, até um clipe nomeado de Evolution of Dance, com mais de 127 milhões de visitas, tirar "Girlfriend" em primeiro lugar no ranking em 2009.
Houve acusações não-confirmadas de que uma grande parte das visualizações foi de membros do site de fã-clube, AvrilBandAids, que fizeram e divulgaram um sistema automático em seus computadores que rodava o clipe a cada 15 segundos. Porém o jornal Folha de S. Paulo entrou em contato com o departamento de comunicação do YouTube e disse que vigia e pune esse tipo de artimanha.
"Girlfriend" encerrou o ano de 2009 em 2º lugar dos vídeos mais populares do Youtube, e o mais visto vídeo musical na década de 2000, com mais de 130 milhões de visualizações. Ela também faturou dois milhões de dólares com os anúncios que aparecem na página do vídeo no site de vídeos, após processar o site pelas exibições não autorizadas do videoclipe "Girlfriend", um dos mais acessados da página, segundo afirmou Terry McBride, presidente da Nettwerk Management, que cuidava da carreira da cantora. A agência Reuters dos EUA publicou dizendo que o YouTube renovou seu acordo global de licenciamento dos direitos autorais com a Sony Music Entertainment, com isso o site poderá publicar todos os vídeos da gravadora sem problemas.
Há um outro videoclipe do single "Girlfriend" tirado no show do DVD "Live in Toronto", lançado no Brasil pela Sony BMG, alcançando as paradas do canal de televisão por assinatura Multishow e da MTV Brasil. No Imperio Music Awards, "Girlfriend" venceu na categoria de 'Melhor Vídeo Pop'.
Um esquadrão de soldados do sexo feminino de Israel tentou dançar uma coreografia sincronizada de Girlfriend, enquanto patrulhava a cidade de Hebrom em Cisjordânia. O vídeo foi divulgado pela TV israelense, e logo após na internet, causando repercussão nos noticiários. O vídeo obteve mais de meio milhão de visualizações, uma semana após sua colocação no site.
No Brasil, a MTV fez uma votação na internet para saber quais clipes mais marcaram a história da emissora brasileira que, em outubro de 2010 está completando 20 anos de existência. E o clipe "Girlfriend" de Avril ficou na primeira posição como o melhor vídeo musical de 2007 e que passará no top 20 especial que faz parte da programação 20 Anos MTV.

## Trilhas sonoras e coletâneas diversas
"Girlfriend" está na coletânea "So Fresh 2008", no álbum "Brit Awards 2008: Brit Hits - The Album of the Year", "Girlfriend" foi usado em um trailer do filme "Bring It On: In It to Win It". No álbum anual nomeado de "Pop Years 2000er: Stars" a música de Avril também está presente. No Band Hero uma extensão do Guitar Hero, usou o hit "Girlfriend" na lista oficial de canções do game.
A música "Girlfriend" está na coletânea "Ö3 Greatest Hits, Vol. 38" na primeira faixa do álbum lançado em 2007, no álbum lançado anualmente nomeado "Hit Box: The Very Best of 2007" a canção de Lavigne está na faixa 8 do CD, está também no álbum "Ultra Weekend, Volume 4", e o single de Avril está presente na coletânea da premiação canadense "Juno Awards" nomeado de "Juno Awards 2008". A gravadora Sony BMG, lançou sua coletânea só com artistas da empresa chamado "Superventas 07" e "Girlfriend" está na faixa quatro do CD. No jogo We Cheer 2, que simula todos os desafios para ser um líder de torcida, "Girlfriend" está em seu set-list entre outras canções do mesmo gênero musical.
Foi feita uma versão da música de Lil' Mama remix usado na série infanto-juvenil iCarly. A música foi usada na comédia The House Bunny em 2008. A Pepsi lançou o volume 11 de uma coletânea com mais de 40 músicas, onde "Girlfriend" está incluída no CD 2. No jogo nomeado "PictureBook Games: Pop-Up Pursuit" lançado para Nintendo Wii e Nintendo DS, "Girlfriend" está na trilha sonora oficial.
Em jogos a canção de Lavigne também esteve presente como no jogo da Electronic Arts, nomeado de Celebrity Sports Showdown. Em Boogie Superstar usou o hit "Girlfriend" em suas trilhas do jogo. Um jogo Guitar Rock Tour da Nintendo DS e iPhone usou o hit Girlfriend em suas músicas. A empresa Electronic Arts, com o jogo Burnout Paradise, usou o hit de Avril em suas trilha sonora alegando que a música dela contribui para o melhoramento do áudio, rico em efeitos sonoros que dão uma maior proporção não só ao ronco dos motores mas também às batidas. "Girlfriend" foi usada no jogo Burnout Dominator para PlayStation 2 e PSP. O jogo chegou às lojas dos EUA em março de 2007. Esse single está em inúmeras coletâneas, está presente no CD "Pop Hits", no CD "Much Dance 2008".

## Faixas e versões
| Girlfriend (Versão original) |                                |                                   |         |  |
| N.º                          | Título                         | Compositor(es)                    | Duração |  |
| 1.                           | "Girlfriend" (Versão original) | Avril Lavigne/Gottwald/Kirkland   | 3:36    |  |
| 2.                           | "Alone" (Versão original)      | Avril Lavigne/Gottwald/Max Martin | 3:12    |  |

## Desempenho nas tabelas musicais

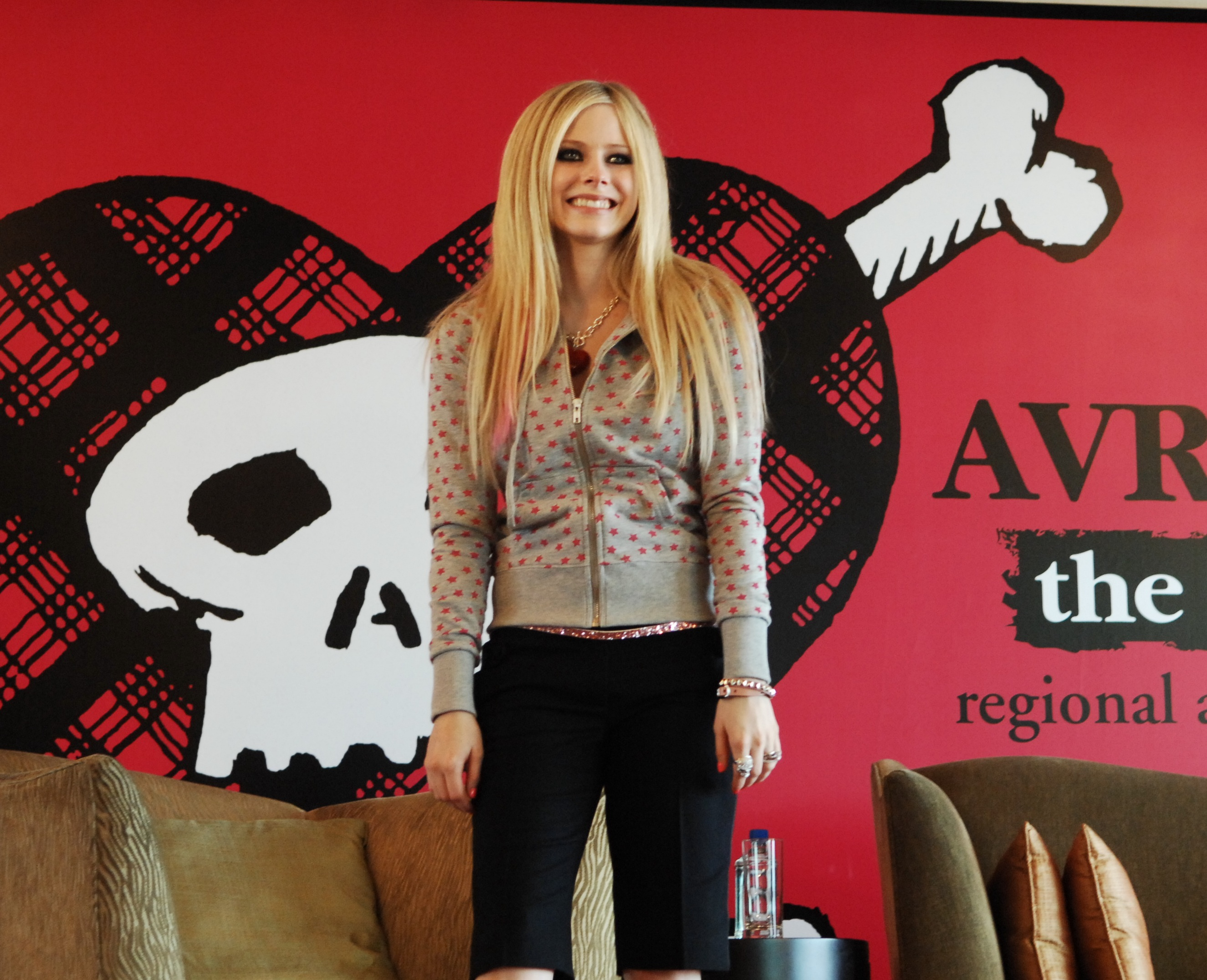
Avril Lavigne divulgando o videoclipe de "Girlfriend".

O clipe de "Girlfriend" apareceu entre os "Melhores Clipes de 2007" e na lista das melhores músicas feita pela revista Rolling Stone nos Estados Unidos. Já a edição brasileira colocou a canção na 16º posição das melhores músicas internacionais no Brasil, dizendo que foi o "grito de guerra dos punks no ano de 2007". O single aparentemente foi lançado nos Estados Unidos pelo iTunes dia 27 de fevereiro. Conseguiu entrar na quinta posição na Billboard Hot 100 e depois de algumas semanas, no dia 5 de maio, já se encontrava na primeira posição, se tornando o seu único hit a chegar nessa colocação O portal About.com fez uma lista das 100 melhores músicas do gênero Pop, no qual "Girlfriend" ficou na posição 39º. No Imperio Music Awards, "Girlfriend" venceu na categoria de 'Canção do Ano'. O hit também foi premiado pela MTV Networks, que são todas as redes e filiadas da MTV do mundo, com Platinum Awards devido às numerosas visualizações, pedidos pelos telespectadores e a audiência ao redor do globo e ficando em 6º lugar no ranking entre os outros artistas premiados pela emissora.
"Girlfriend" já teve mais de dois milhões de vendas e foi certificado com Disco de Platina Duplo pela RIAA nos Estados Unidos. "Girlfriend" entrou na parada de música da Austrália a ARIA em primeiro lugar por seis semanas, recebendo assim um premiação de Disco de Platina Quádruplo, devido a mais de duzentas e cinquenta mil cópias vendidas. No Japão o CD Single entrou na publicação anual do RIAJ que mostra somente vendas acima de um milhão, com certificação de Disco de Diamante. Na África do Sul, o hit ficou por duas semanas na sétima colocação na rádio 5FM. Na Inglaterra ficou na segunda posição por duas semanas no UK Singles Charts. "Girlfriend" foi a quarta música mais comprada somente no iTunes em 2007. No Canadá a canção, segundo a Nielsen SoundScan, foram feitos mais de 83,700 mil downloads pagos no país, mas não recebeu nenhuma certificação pela Music Canada.
No ano de 2007 "Girlfriend" foi a 18ª canção mais tocada nas rádios de todo o Brasil, dados comprovados pela Crowley Broadcast Analysis, e no mês de outubro de 2007 foi a 17ª canção mais executada na região sul do país. O single recebeu uma certificação em 2009 de Disco de Platina com vendas acima de 100 mil downloads comprados pela internet e telefonia móvel no Brasil, comprovados pela ABPD. E no mês de outubro de 2007 "Girlfriend" foi o trigésimo segundo mais executado na região sudeste do Brasil, segundo o Escritório Central de Arrecadação e Distribuição(ECAD).
Ainda no Brasil "Girlfriend" foi a sexta canção mais tocada nas rádios e nos MP3 de todo o Brasil, segundo uma pesquisa feita pelo portal de notícias IG. Na premiação do site Chart Attack, "Girlfriend" ganhou na categoria de Readers' Poll 2007.
Este canção ficou na 77ª posição das mais executadas na MTV Asiática em 2007 e ficou em primeiro lugar na MTV da América Latina. "Girlfriend" ganhou o prêmio de "Hit do Ano" em 2008 no Kids' Choice Awards. Também ganhou na premiação da "MTV Europa" na categoria 'melhor canção' em 2007. "Girlfriend" registrou mais de 156 mil downloads pagos, na primeira semana de lançamento da canção nos EUA. "Girlfriend" foi 8º single mais vendido no Reino Unido, entre janeiro e junho de 2007.
Na Nova Zelândia, o CD Single foi o 14º mais vendido no país, comprovado pela RIANZ, e o 8º na Irlanda segundo a IRMA. A versão italiana de "Girlfriend" chegou na 36º posição das mais tocadas no país em outubro de 2007, pesquisa feita pela RIAJ. De acordo com a Apple Inc, "Girlfriend" foi o 4º single que recebeu mais downloads de sua loja.
A canção liderou os downloads legais no mundo com mais de 7,3 milhões em 2007, comprovados pela IFPI. Foi publicado pelo site EconMusic, um artigo falando sobre as dez músicas que tiveram maior impacto no mercado fonográfico digital, onde a música de Avril Lavigne levou a quarta posição. Um ranking do site Last FM mostra as músicas mais deletadas do histórico de perfis dos usuários do site em 2008, e "Girlfriend" aparece em 4º, respectivamente.
A National Association of Recording Merchandisers (NARM) em parceria com a Nielsen BDS fez os levantamentos das 10 músicas mais tocadas na internet dos EUA entre Agosto de 2005 e Março de 2010 e "Girlfriend" foi o 4º colocado com mais de 38,919 milhões de execuções.

### Melhores posições
| Chart (2007)                                   | Maior posição |
| ---------------------------------------------- | ------------- |
| Austrália (ARIA)                               | 1             |
| Áustria (Ö3 Austria Top 75)                    | 1             |
| Bélgica (Ultratop 50 de Flandres)              | 8             |
| Bélgica (Ultratop 50 da Valônia)               | 7             |
| Brasil (ABPD)                                  | 1             |
| Canadá (Canadian Hot 100)                      | 1             |
| República Checa (Rádio Top 100)                | 1             |
| Dinamarca (Hitlisten)                          | 8             |
| Europa (Billboard European Hot 100 Singles)    | 1             |
| Finlândia (Latauslista Download)               | 4             |
| França (SNEP)                                  | 1             |
| O campo songid é OBRIGATÓRIO PARA PARADA ALEMÃ | 2             |
| Hungria (Rádiós Top 40)                        | 1             |
| Hungria (Dance Top 40)                         | 1             |
| Irlanda (IRMA)                                 | 1             |
| Itália (FIMI)                                  | 1             |
| Japão (Oricon)                                 | 18            |
| Países Baixos (Dutch Tipparade)                | 1             |
| Países Baixos (Single Top 100)                 | 1             |
| Nova Zelândia (Recorded Music NZ)              | 1             |
| Roménia (Romanian Top 100)                     | 1             |
| Escócia (Scottish Singles Chart)               | 1             |
| Eslováquia (Rádio Top 100)                     | 4             |
| Espanha (PROMUSICAE)                           | 1             |
| Suécia (Sverigetopplistan)                     | 1             |
| Suíça (Schweizer Hitparade)                    | 1             |
| Reino Unido (UK Singles Chart)                 | 2             |
| Ucrânia (FDR Charts)                           | 1             |
| Estados Unidos (Billboard Hot 100)             | 1             |
| Estados Unidos (Billboard Mainstream Top 40)   | 1             |
| Estados Unidos (Billboard Adult Top 40)        | 13            |
| Venezuela Venezuela Pop Rock (Record Report)   | 1             |

| País/Parada de sucesso (2007)                   | Posição no ano |
| ----------------------------------------------- | -------------- |
| Japão - Osakan Hot 100                          | 1              |
| Austrália - ARIA Charts                         | 2              |
| Estados Unidos - Hot Digital Songs              | 2              |
| Japão - Tokio Hot 100                           | 2              |
| Canadá - Top 10 Music Video BDS                 | 2              |
| Israel - Galgalatz                              | 5              |
| Estados Unidos - Billboard Pop 100              | 6              |
| Irlanda - Irish Charts                          | 8              |
| Bulgária - Radio Fresh                          | 9              |
| Estados Unidos - Billboard Hot 100              | 12             |
| Austrália - ARIA Top 50 Digital                 | 13             |
| Estónia - Raadio 2                              | 13             |
| Nova Zelândia - RIANZ                           | 14             |
| Canadá - Canada Airplay BDS                     | 15             |
| Estados Unidos - Radio+Records Airplay - Top 40 | 19             |
| Reino Unido - UK Singles Chart                  | 20             |
| Brasil - Crowley Broadcast Analysis             | 18             |
| Brasil - Top 100 Songs of 2007                  | 21             |
| Alemanha - BVMI                                 | 25             |
| Bélgica - Ultratop Wallonia                     | 26             |
| Europa - Euro Hot 200                           | 26             |
| Alemanha - Germany Top 100 Singles              | 27             |
| Itália - FIMI Digital Songs                     | 28             |
| Suíça - Swiss Music Charts Hot 100              | 29             |
| Suécia - Sverigetopplistan                      | 33             |
| França - SNEP                                   | 34             |
| Bélgica - Ultratop Flanders                     | 36             |
| França - SNEP Top 50 Videoclipe                 | 40             |
| El Salvador - Hot 110                           | 48             |
| Estados Unidos - Radio+Records Airplay - Hot AC | 56             |
| Letónia - Hot 500                               | 56             |
| Hungria - MAHASZ Dance Top 100                  | 99             |
| Rússia - Top Hit                                | 143            |
| Mundo - IFPI                                    | 1              |
| Mundo - TOP Hits Online                         | 9              |
| Mundo - Solid Gold                              | 3              |
| País/Parada de sucesso (2008)                   | Posição do ano |
| Japão - Osakan Hot 100                          | 14             |

| País/Parada (2000-2010)                        | Posição |
| ---------------------------------------------- | ------- |
| Estados Unidos - Billboard Hot 100             | 94      |
| Estados Unidos - Billboard Digital Songs       | 40      |
| Estados Unidos - Billboard Ringtones           | 38      |
| Austrália - ARIA End of Decade Top 100 Singles | 66      |

| País/Associação        | Certificação | Vendas     |
| ---------------------- | ------------ | ---------- |
| Mundo - IFPI           |              | 7.300,000+ |
| Estados Unidos - RIAA  | 3× Platina   | 3.800,000+ |
| Japão - RIAJ           | Diamante     | 1.000,000+ |
| Austrália - ARIA       | 4× Platina   | 280,000+   |
| Reino Unido - BPI      | Prata        | 200 000+   |
| Brasil - ABPD          | Platina      | 100,000+   |
| Canadá - Music Canada  | 8× Platina   | 80,000+    |
| Áustria - IFPI Áustria | Ouro         | 15,000+    |
| Bélgica - Ultratop     | Ouro         | 10,000+    |
| Nova Zelândia - RIANZ  | Ouro         | 7,500+     |

## Girlfriend (Dr. Luke Remix)
Esse single é feito com a parceira da rapper Lil' Mama e também participou no videoclipe o qual foi lançado em 27 de outubro de 2007. A composição é de Lukasz, "Doctor Luke", Gottwald e Kirkland, Niatia e Avril Lavigne. Mama disse que sempre queria trabalhar com Avril, mas nunca teve oportunidade por não conhecê-la pessoalmente, mas a rapper sempre achou que a canadense era talentosa. E encerra dizendo que Lil' gostou da ideia de trabalhar com a cantora, não quis fugir do gênero a que sempre pertenceu, e comenta: "Eu faço um rap em cima da música, e continuo no mesmo tema. Essa canção e a versão mandarim de "Girlfriend" chegaram nas paradas da Top Hit da Rússia, na posição 39º na Airplay Detection TopHit 100 e na posição 29º no Moscow Airplay TopHit 100.
Desse single há remixes oficiais em francês, português, mandarim, lituano, tupi, basco e iorubá. A Mixagem dessa música ficou por conta da Serban Ghenea e Chris Lord-Alge. O vídeo clipe "Girlfriend (Dr. Luke Remix)" foi indicado para o MTV Asia Awards de 2008 na categoria de melhores parcerias musicais. A versão foi incluída também na trilha sonora da série iCarly.

## Versões do single Girlfriend
| Girlfriend Remixes |                                   |                                             |         |  |
| N.º                | Título                            | Compositor(es)                              | Duração |  |
| 1.                 | "Girlfriend" (Versão de Dr. Luke) | Gottwald, Lavigne                           | 3:27    |  |
| 2.                 | "Girlfriend" (Versão japonêsa)    | Lukasz "Doctor Luke" Gottwald/Avril Lavigne | 3:27    |  |
| 3.                 | "Keep Holding On"                 | Avril Lavigne, Lukasz Gottwald              | 4:02    |  |
| 4.                 | "Ringtone"                        | Avril Lavigne                               | 3:27    |  |

| Girlfriend Remixes |                                    |                                 |         |  |
| N.º                | Título                             | Compositor(es)                  | Duração |  |
| 1.                 | "Girlfriend" (Versão de "Dr Luke") | Avril Lavigne/Gottwald/Kirkland | 3:27    |  |
| 2.                 | "Girlfriend" (Versão em Japonês)   | Avril Lavigne/Gottwald          | 3:38    |  |
| 3.                 | "Keep Holding On"                  | Avril Lavigne/Gottwald          | 3:27    |  |

| Girlfriend Junkie XL Mix |                                       |                                             |         |  |
| N.º                      | Título                                | Compositor(es)                              | Duração |  |
| 1.                       | "Girlfriend Junkie XL Mix"            | Lukasz "Doctor Luke" Gottwald/Avril Lavigne |         |  |
| 2.                       | "Girlfriend (Junkie XL Extended Mix)" | Lukasz "Doctor Luke" Gottwald/Avril Lavigne |         |  |

| Girlfriend (German Version) (Explicit) |                                          |                                             |         |  |
| N.º                                    | Título                                   | Compositor(es)                              | Duração |  |
| 1.                                     | "Girlfriend" (Versão alemão sem censura) | Lukasz "Doctor Luke" Gottwald/Avril Lavigne |         |  |

| Girlfriend (Italian Version) (Explicit) |                                            |                                             |         |  |
| N.º                                     | Título                                     | Compositor(es)                              | Duração |  |
| 1.                                      | "Girlfriend" (Versão italiana sem censura) | Lukasz "Doctor Luke" Gottwald/Avril Lavigne |         |  |

| Girlfriend (French Version) (Explicit) |                                              |                                             |         |  |
| N.º                                    | Título                                       | Compositor(es)                              | Duração |  |
| 1.                                     | "Girlfriend" (Versão em francês sem censura) | Lukasz "Doctor Luke" Gottwald/Avril Lavigne |         |  |

## Zebrahead cover
Em setembro de 2009, a banda americana de rapcore Zebrahead fez um cover da canção "Girlfriend" da Avril Lavigne, que foi lançado no álbum nomeado de Panty Raid, para 4 de novembro no Japão, e para 8 de dezembro no mundo. O conjunto musical fez um videoclipe muito semelhante ao do original.

## Outras faixas e versões
| Girlfriend (Portugese Version) (Explicit) |                                                |                                             |         |  |
| N.º                                       | Título                                         | Compositor(es)                              | Duração |  |
| 1.                                        | "Girlfriend" (Versão em português sem censura) | Lukasz "Doctor Luke" Gottwald/Avril Lavigne |         |  |

| Girlfriend (Spanish Version) (Explict) |                                               |                                             |         |  |
| N.º                                    | Título                                        | Compositor(es)                              | Duração |  |
| 1.                                     | "Girlfriend" (Versão em espanhol sem censura) | Lukasz "Doctor Luke" Gottwald/Avril Lavigne |         |  |

| Girlfriend (Japanese Version) (Explicit) |                                            |                                             |         |  |
| N.º                                      | Título                                     | Compositor(es)                              | Duração |  |
| 1.                                       | "Girlfriend" (Versão Japonêsa sem censura) | Lukasz "Doctor Luke" Gottwald/Avril Lavigne |         |  |

| Girlfriend (Mandarin Version) (Explicit) |                                               |                                             |         |  |
| N.º                                      | Título                                        | Compositor(es)                              | Duração |  |
| 1.                                       | "Girlfriend" (Versão em mandarim sem censura) | Lukasz "Doctor Luke" Gottwald/Avril Lavigne |         |  |

| Girlfriend (3 Track) |                                         |                                             |         |  |
| N.º                  | Título                                  | Compositor(es)                              | Duração |  |
| 1.                   | "Girlfriend" (Versão para as rádios)    | Lukasz "Doctor Luke" Gottwald/Avril Lavigne |         |  |
| 2.                   | "Girlfriend" (Versão inglês e espanhol) | Lukasz "Doctor Luke" Gottwald/Avril Lavigne |         |  |
| 3.                   | "Girlfriend" (Suggested Callout Hook)   | Lukasz "Doctor Luke" Gottwald/Avril Lavigne |         |  |